# Laubst
Laubst, niedersorbisch Lubošc, ist ein Ortsteil der Stadt Drebkau im südbrandenburgischen Landkreis Spree-Neiße. Laubst war bis 2001 eine selbständige Gemeinde.

## Geographie

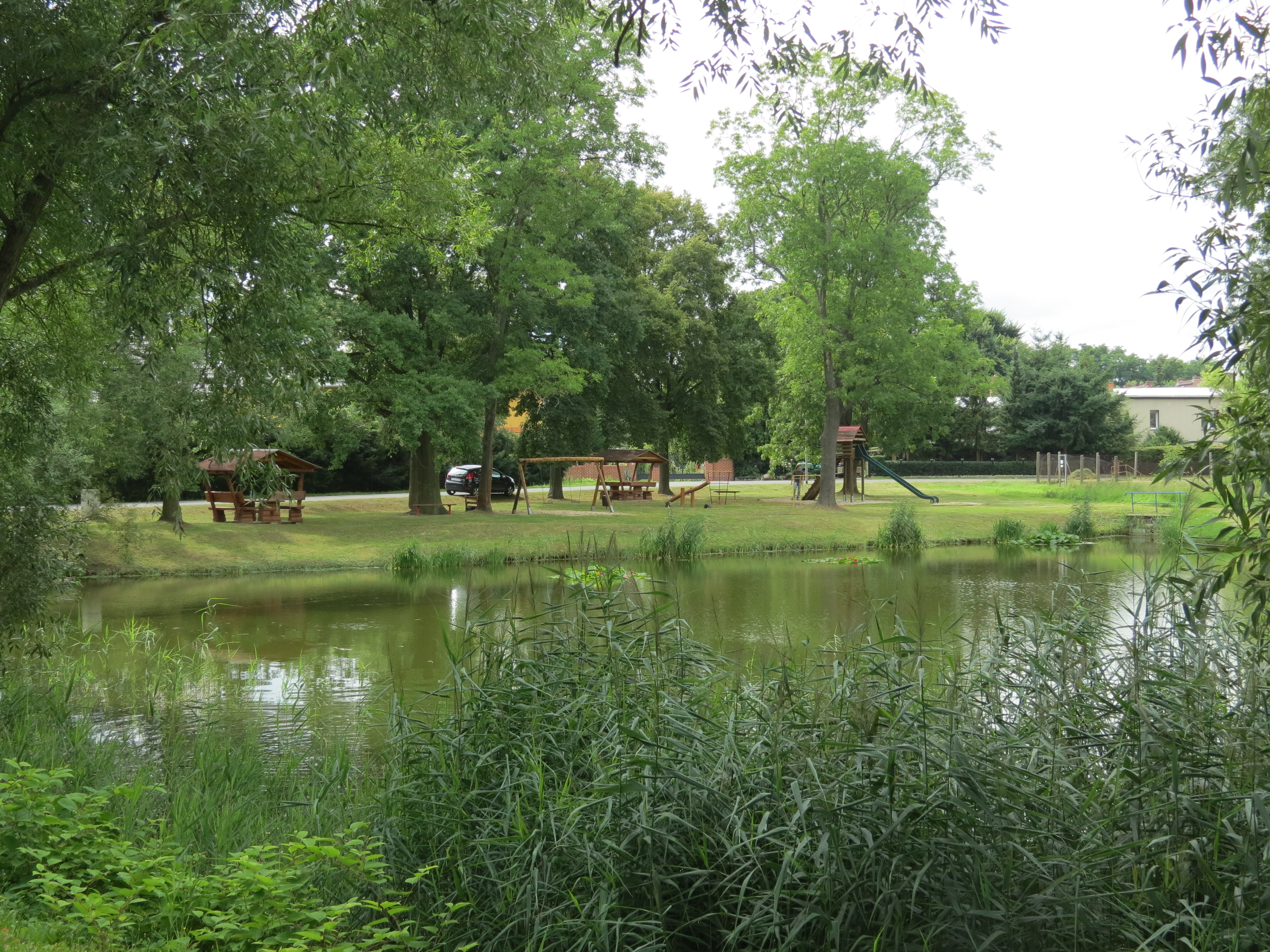
Teich auf dem Dorfanger

Der Ortskern von Laubst liegt ca. 1,7 Kilometer nordöstlich des Stadtkerns von Drebkau. Mit dem Wohnplatz Laubster Ausbau reicht die Bebauung aber bis auf wenige hundert Meter an die Bebauung von Drebkau heran. Mit der Eingliederung von Löschen in die damals noch selbständige Gemeinde Laubst zum 10. Januar 1973 wurde auch die Gemarkung von Löschen mit der Gemarkung von Laubst vereinigt. Die Flur 1 der heutige (vereinigten) Gemarkung Laubst entspricht der früheren Gemarkung Laubst, Flur 2 ist die frühere Gemarkung von Löschen. Die frühere Gemarkung von Laubst grenzte im Norden an die Gemarkungen von Siewisch und Leuthen, im Osten an die frühere Gemarkung von Löschen, im Süden an die Stadtgemarkung von Drebkau und die frühere Gemarkung von Golschow. Die südwestliche Grenze bildet der Vorfluter Jehserig-Drebkau des Steinitzer Wassers.
Der Ortskern von Laubst ist über die K7125 von Drebkau aus zu erreichen. Eine weitere Verbindung zu Drebkau besteht über die Schloßstraße und den Laubster Ausbau. Die K71245 verläuft nordwestlich weiter nach Siewisch, im Osten nach Löschen. Östlich des Ortskerns verläuft die Bahnstrecke Großenhain–Cottbus. Die Bundesstraße 169 führt östlich fast parallel der Bahnstrecke durch die Gemarkung.

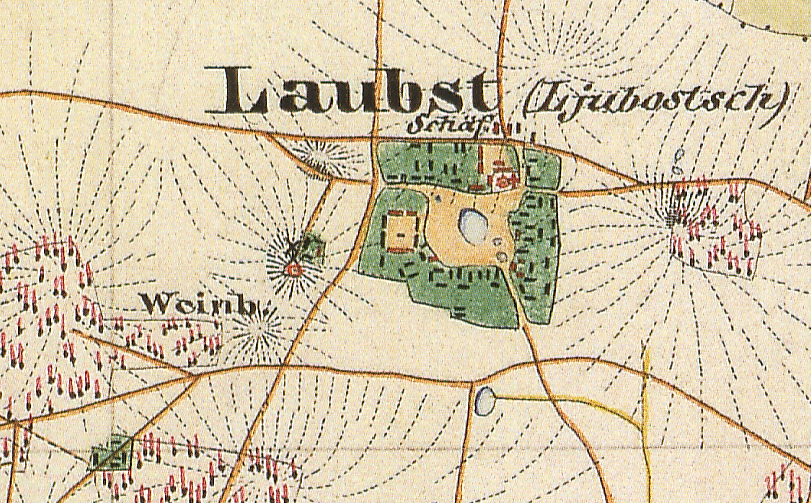
Laubst auf dem Urmesstischblatt 4351 Drebkau von 1846

## Geschichte
Der Ort wurde erst 1527 zum ersten Mal urkundlich als Laubest erwähnt. Der Ortsname ist wahrscheinlich von einem sorb. Personennamen Ľuboš abgeleitet, der Name wäre somit als Ort eines Mannes namens Ľuboš zu übersetzen. Rudolf Lehmann charakterisiert die Dorfstruktur als Platzdorf.

### Besitzgeschichte
Laubst gehörte im 16. Jahrhundert zum Rittersitz Raakow. Am 17. Oktober 1527 erhielt Siegmund (I.) von Köckritz auf Raakow den Lehnbrief mit folgenden Pertinenzen (Zubehörungen): Dorf und Rittersitz Raakow, Pritzen, Siewisch, Illmersdorf und Koschendorf sowie Groß Jauer, Kunersdorf, Kausche, Laubst, Brodtkowitz und Löschen mit allen Zubehörungen, wie sie vorher schon sein Vater hatte. Es handelte sich dabei um eine Wiederbelehnung bzw. Bestätigung der Lehen nach dem Wechsel in manu dominante (Tod des böhmisch-ungarischen Königs Ludwig II. in der Schlacht bei Mohács (1526)) und Inthronisation des Habsburgers Ferdinand als böhmischer König. Nach dem Lehnbrief von 1527 waren mitbelehnt seine Vettern Poppo und Hans von Köckritz auf Drebkau sowie die Brüder Georg, Heinrich und Nickel von Köckritz zu Domsdorf.
Da Laubst Zubehör zu Raakow war dürfen wir als Vorbesitzer wahrscheinlich schon den Vater des Siegmund (I.), den im Jahr 1510 verstorbenen Nickel von Köckritz annehmen, der nachweislich um 1500 auf Raakow ansässig war. Anscheinend hatte auch der Bruder des Siegmund (I.), Hans genannt, noch Anteile an dem Raakower Besitz oder war zumindest in Raakow wohnhaft, denn als am 2. Juli 1538 die Brüder Balthasar und Luppold von Köckritz auf Drebkau mit den Lehngütern ihres verstorbenen Vaters belehnt wurden, erscheinen als Mitbelehnte ihre Vettern Hans und Siegmund von Köckritz zu Raakow. Siegmund (I.) von Köckritz war mit Dorothea von Polenz verheiratet, mit der er die vier Söhne Siegmund (II.), Hieronymus, Job und Nicol hatte. Siegmund (I.) von Köckritz starb wohl in der ersten Hälfte des Jahres 1575.
Am 20. Juli 1575 erhielten die vier Söhne des Siegmund (I.) die Belehnung mit dem ererbten väterlichen Besitz durch Landvogt Jaroslav von Kolowrat. Eine Wiederbelehnung erhielten sie 1579 nach dem Tod von Kaiser Maximilian, der auch böhmischer König war. In der brüderlichen Teilung fielen Raakow mit Kausche und Laubst an Siegmund (II.), während Hieronymus Koschendorf, Löschen und Siewisch, und Job Pritzen, Groß Jauer und Kunersdorf erhielt. Der Sohn Nicol wurde mit einer Geldsumme abgefunden.

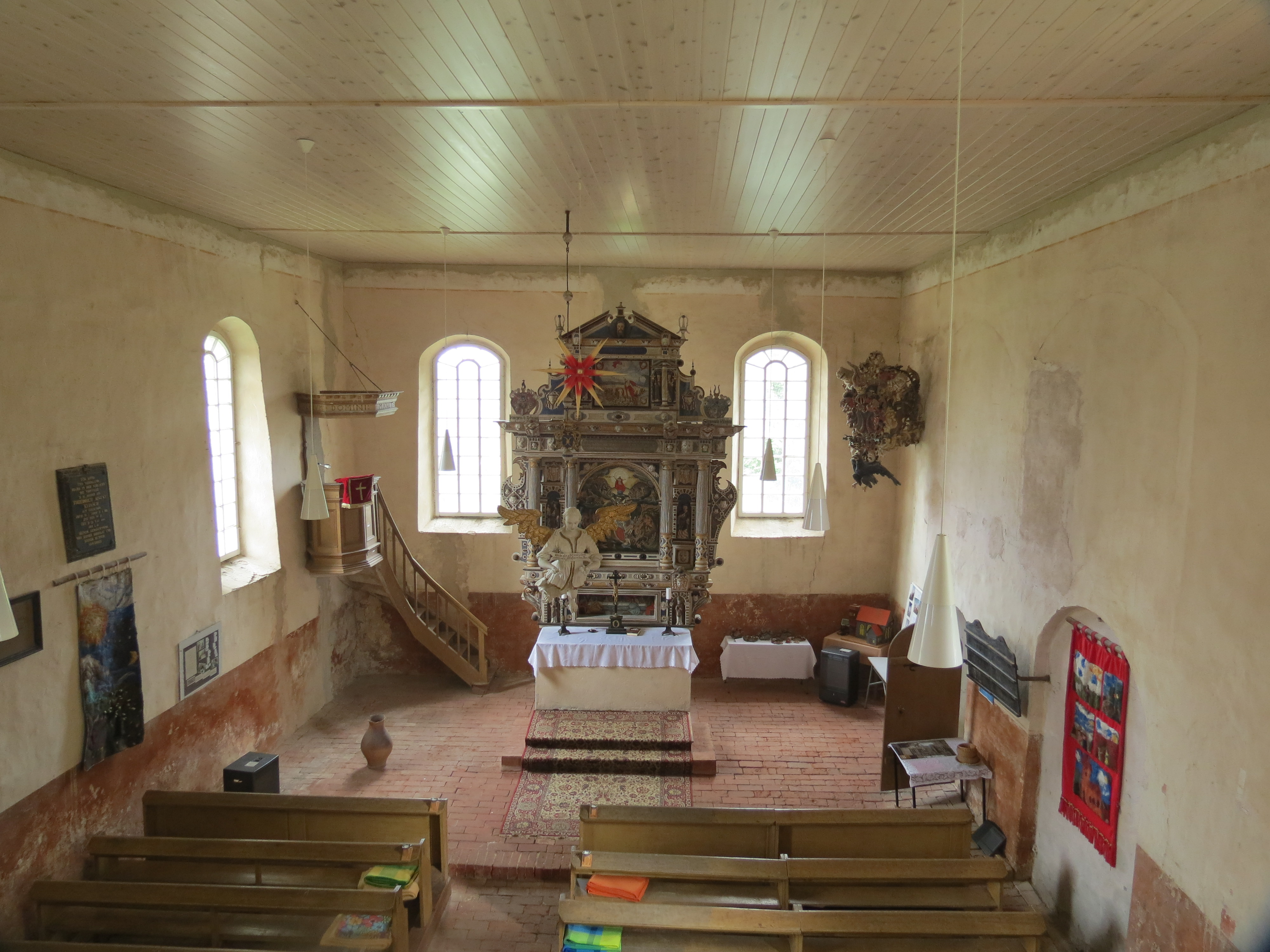
Altar in der Dorfkirche Laubst

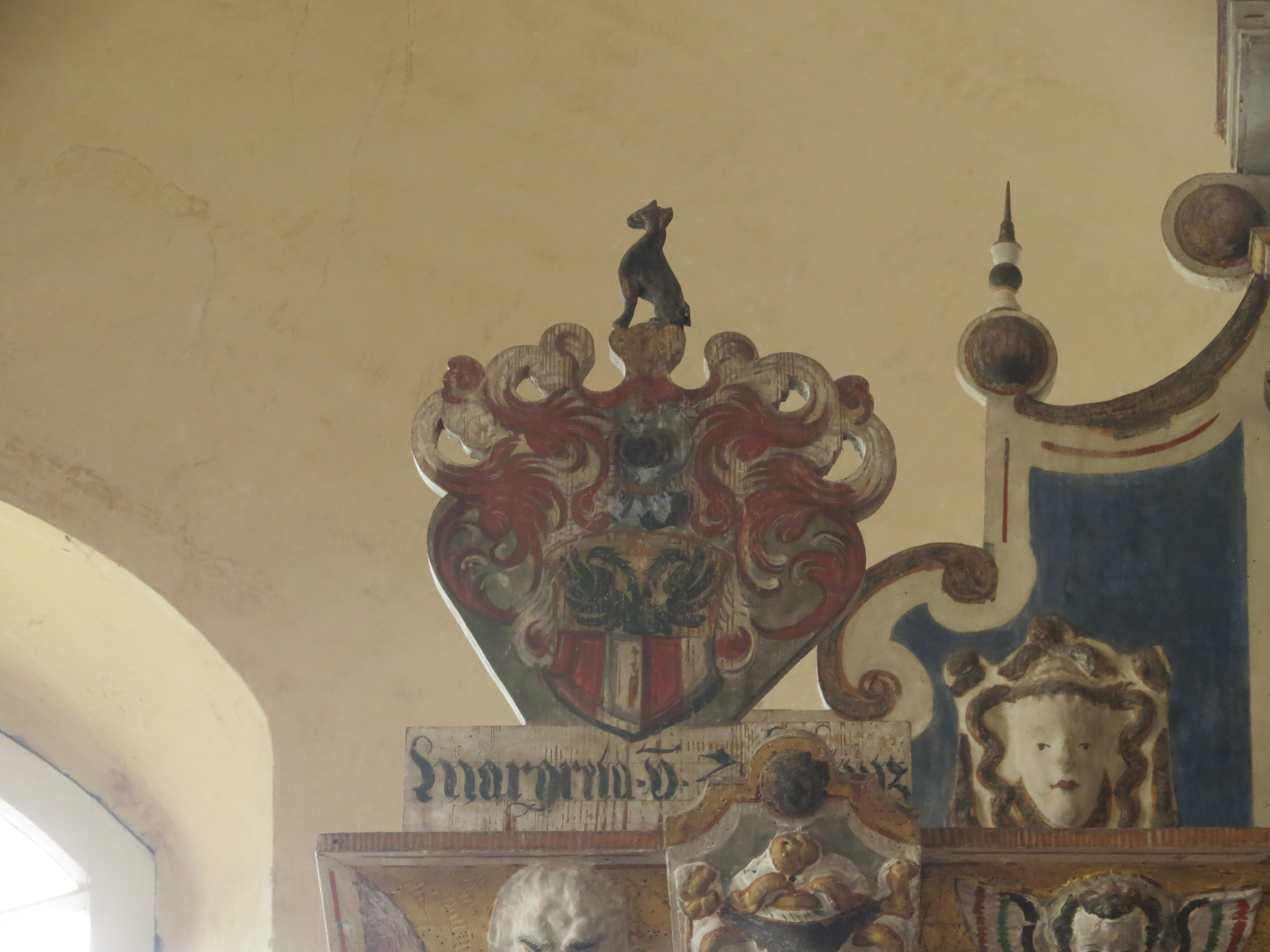
Altar in der Dorfkirche Laubst, Wappen der Margarethe von Zabeltitz

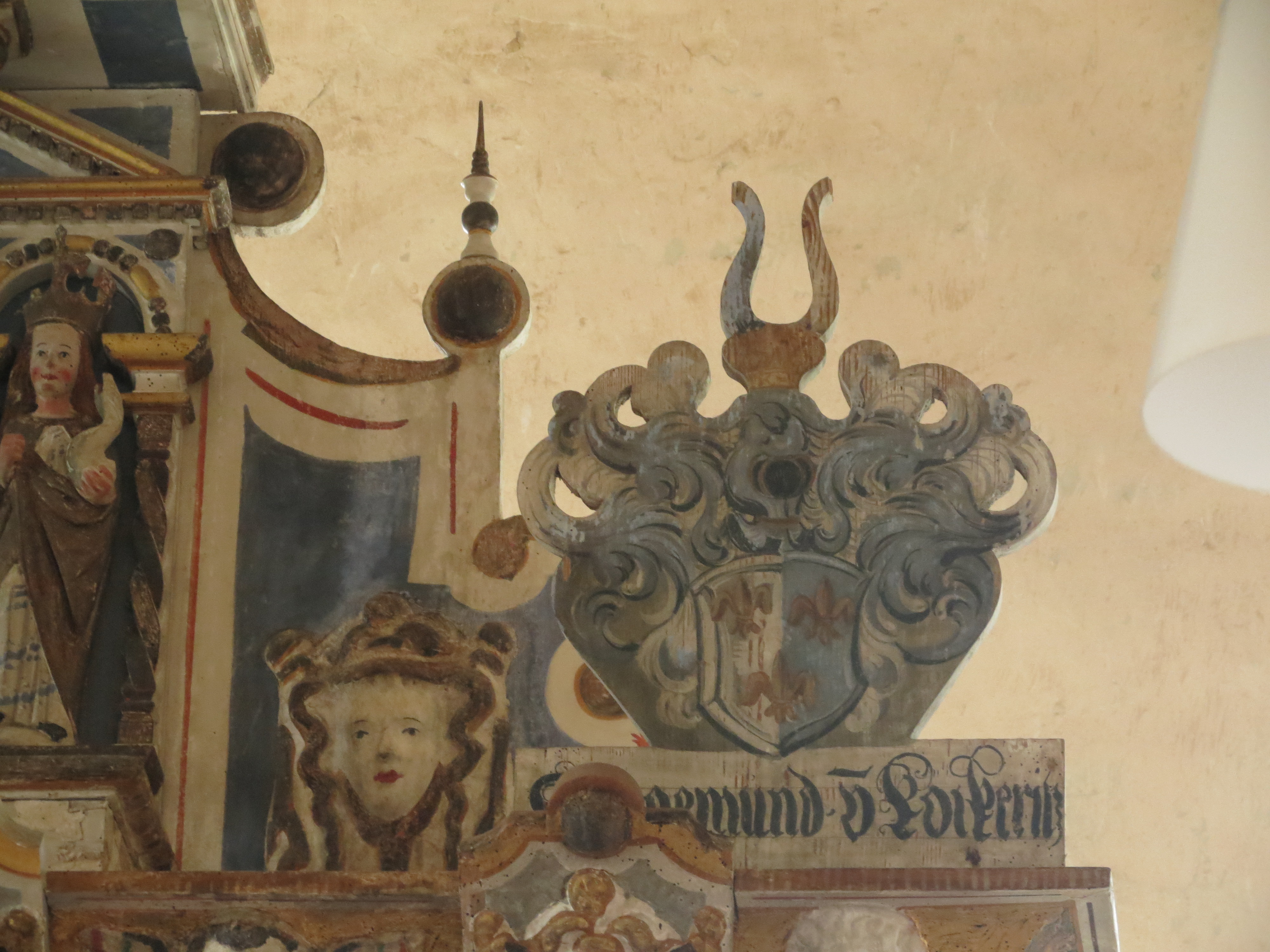
Altar in der Dorfkirche Laubst, Wappen des Siegmund von Köckritz

Siegmund (II.) von Köckritz war mit Sara von der Sahla verheiratet, die ihm 1.500 Taler Ehegeld beibrachte, die dem Ehemann vom Schwiegervater Abraham von der Sahla auf Schönfeld in bar ausbezahlt wurden. Als Sicherheit vermachte Siegmund (II.) von Köckritz seiner Frau das Dorf Raakow als Leibgedinge. Siegmund (II.) von Köckeritz war in zweiter Ehe mit Margarethe von Zabeltitz verheiratet. Aus welcher Ehe der gleichnamige Sohn Siegmund (III.) stammte, ist nicht bekannt. 1608 stifteten Siegmund (II.) von Köckritz und Margarethe von Zabeltitz einen neuen Altar für die Kirche in Laubst, der noch erhalten ist. Siegmund (II.) von Köckritz erhielt am 18. Februar 1598 einen brandenburgischen Lehnbrief über Raakow; weitere Lehnbriefe für Siegmund (II.) von Köckritz über Raakow und Zubehör datieren vom 13. Mai 1609 und vom 24. März 1620.
Nach Krüger war 1614 schon der Sohn (Hans) Siegmund (III.) im Besitz von Raakow. Nach Houwald bezieht sich erst ein Lehnbrief vom 1. Februar 1623 ausgestellt vom Landvogt Siegmund Seyfried von Promnitz auf den Sohn (Hans) Siegmund (III.) von Köckritz. Als Zubehör zu Raakow ist in diesem Lehnbrief neben Raakow, Kausche und Laubst noch die Neue Wiese bei Pritzen und drei Untertanen in Drebkau aufgeführt. Siegmund (III.) war mit Elisabeth von Kottwitz verheiratet, mit der er die Söhne Hans Siegmund und Caspar Siegmund hatte. 1630 starb Siegmund (III.) von Köckritz. Nach dem Tod des Vaters bzw. Ehemannes stritten sich die Mutter und ihre noch unmündigen Söhne um 600 Taler, die der Verstorbene zu Beginn ihrer Ehe seiner Frau versprochen hatte. Es handelte sich um eine Schuldverschreibung des Hans Balthasar von Kottwitz für Siegmund (III.) von Köckritz. Der Ausgang des Prozesses ist nicht bekannt. Am 24. Dezember 1631 gaben die Vormünder der unmündigen Söhne zunächst die Mutung auf die Lehen des verstorbenen Vaters ab. Am 23. Februar 1632 stellte der Landvogt Siegmund Seyfried von Promnitz ihnen den Lehnbrief über das Gut Raakow, Laubst und Kausche sowie über die neue Wiese bei Pritzen und über drei Untertanen in Drebkau aus. Am 21. Juli 1637 wollte der nun volljährig gewordene Hans Siegmund selber belehnt werden und die Lehnspflicht ablegen. Anscheinend erhielten die beiden Brüder gemeinsam die Lehn über die väterlichen Güter. Caspar Siegmund starb am 13. Dezember 1640 ohne Leibeserben, und sein Bruder Hans Siegmund erhielt nun auch die andere Hälfte des väterlichen Erbes. Der Besitz war stark verschuldet und hatte außerdem schwer unter den Folgen des Dreißigjährigen Krieges zu leiden. 1642 musste Hans Siegmund (III.) von Köckritz das Gut Kausche mit der halben Heide für 2.500 Taler an den Oberstwachtmeister Abraham (Albrecht) von Lucke auf Weißagk verkaufen. Zwar hatte das Gut einen Taxwert von 7.000 Talern, es war jedoch aufgrund der Verwüstungen momentan nicht mehr wert. Laubst musste er mehrfach verpfänden. 1640 lieh er sich bei Heinrich von Birckholtz 500 Taler und stellte dafür das Gut Laubst als Sicherheit. 1647 musste er Laubst an Ulrich von Wolfersdorf wegen eines Darlehens in Höhe von 2.000 Gulden und 840 Gulden Zinsenrückständen verpfänden. 1647 musste er 500 Gulden bei Caspar von Minckwitz auf Groß Jehser aufnehmen. 1648 hatte er 300 Taler Schulden beim Lübbenauer Schösser Daniel Andreae.
Hohe Schulden hatte er auch bei dem Cottbuser Ratsherrn und Seidenhändler Jacob Richter, für die er mit seinem gesamten Vermögen haftete. 1642 musste er schließlich eine Hälfte von Laubst, bestehend aus neun Bauernstellen, von denen allerdings sechs oder acht Stellen wüst waren (die Quellen widersprechen sich in diesem Punkt), für 2.712 Taler und 12 Groschen verkaufen. Seither gab es in Laubst zwei Gutsanteile und in der weiteren Folge auch zwei Rittersitze bzw. Gutshäuser; dies waren der Köckritzsche Anteil, der Siegmund von Köckritz verblieben war, später Gut Laubst I genannt, und der Richtersche Anteil, später Gut Laubst II genannt.

### Der Köckritzsche Anteil (Laubst I)
Das Gut lag westlich vom Dorfteich und südlich der Laubster Dorfstraße 2a–d. 1669 war Siegmund (III.) von Köckritz gestorben. Erben von Raakow und halb Laubst waren seine Söhne Kaspar Siegmund, Siegmund Adolf, Kaspar Friedrich und Siegmund Seyfried. Trotz des Verkaufs von Kausche und der Hälfte von Laubst war das Gut immer noch hoch verschuldet. Es kam deshalb zum Konkurs. Immerhin konnte Kaspar Siegmund von den Gläubigern die Hälfte von Laubst erwerben, was ihm 1671 gerichtlich bestätigt wurde. Am 22. April 1672 erhielt er den Lehnbrief über die Hälfte von Laubst. Sein Bruder Siegmund Adolf kaufte Raakow aus der Konkursmasse seines Vaters für 1.500 Taler. 1681 starb ihr Vetter Hieronymus von Köckritz auf Koschendorf, Groß Jauer, Kunersdorf und Chransdorf ohne Leibeserben; Erben waren die vier Brüder Siegmund Adolf, Siegmund Seyfried, Kaspar Siegmund und Kaspar Friedrich, die am 23. September 1681 die Lehnspflicht leisteten. 1683 teilten sie den Besitz unter sich auf. Landgerichtsassessor Kaspar Siegmund von Köckritz erhielt Koschendorf und Siewisch für 7.400 Taler, Siegmund Seyfried Groß Jauer, Kunersdorf und Chransdorf. Die beiden anderen Brüder wurden in Geld abgefunden. Der Lehnbrief für die vier Brüder wurde dagegen erst am 16. März 1684 ausgestellt. Kaspar Siegmund musste 1688 seine Hälfte von Laubst auf sechs Jahre an Johann Ernst von Staupitz wiederkäuflich veräußern. Johann Ernst von Staupitz überließ das Gut seinem Sohn Günter Ernst zur Bewirtschaftung. Kaspar Siegmund von Köckritz konnte die Hälfte von Laubst nach dieser Frist wieder zurück erwerben. Allerdings kam es zum Prozess, da Staupitz vorbrachte, dass er in den sechs Jahren das Gut stark verbessert habe. In einem Vergleich musste sich dieser aber mit der vergleichsweise bescheidenen Entschädigungssumme von 90 Talern begnügen. Am 20. Oktober 1694 erhielt Kaspar Siegmund von Köckritz einen neuen Lehnbrief für seine Hälfte von Laubst. Am 11. November 1697 musste er seine Hälfte von Laubst schließlich doch für 6.000 Taler an Hans Heinrich von Nostitz auf Geisendorf (bei Neupetershain), Oberuhna und Oehna (beide bei Bautzen) verkaufen.
Hans Heinrich von Nostitz war kurbrandenburgischer Landesfischmeister; er erhielt am 13. Juli 1699 den Lehnbrief über halb Laubst. Mitbelehnt waren sein Bruder Franz Adam und die vier Söhne seiner Tochter Beate Sophie. Diese war mit Hans Adam von Löben auf Krieschow verheiratet. Hans Heinrich von Nostitz war in erster Ehe mit Johanna Sofie von Haugwitz, in zweiter Ehe mit Magdalene Tugendreich von Löben verheiratet. Aus der letzteren Ehe ging der Sohn Johann Adolf und die Töchter Beate Sofie (verh. von Löben), Johanna Eleonore (verh. von Wiedebach) und Helene Tugendreich (verh. von Gersdorf) hervor. 1715 starb der Landesfischmeister Hans Heinrich von Nostitz.

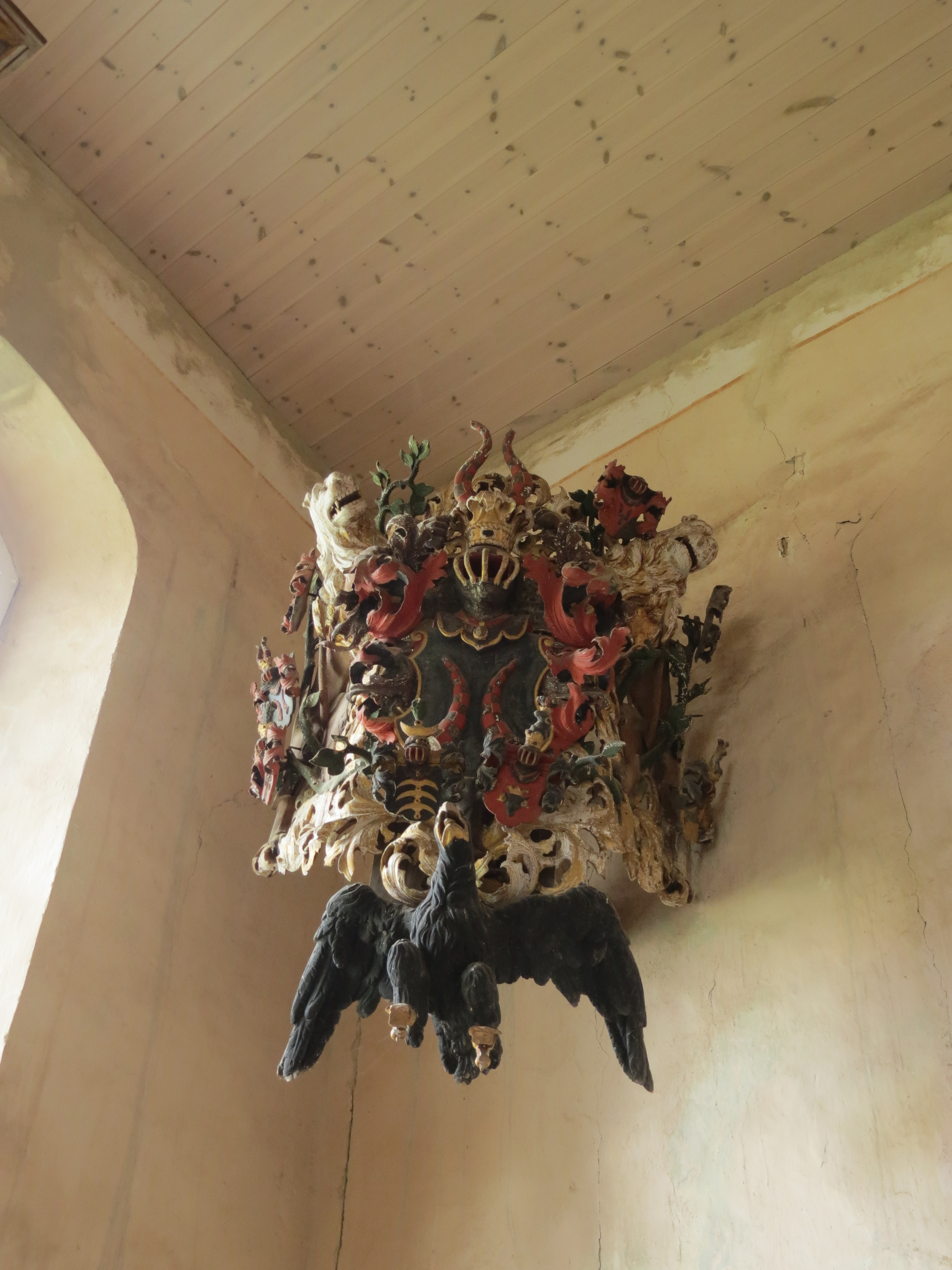
Dorfkirche Laubst, Totenschild des Johann Adolf von Nostitz

Erbe des Hans Heinrich von Nostitz war der einzige Sohn Johann Adolf. Danach gab es langwierige Streitereien unter den Erben, besonders auch mit den mitbelehnten Söhnen der Tochter Beate Sophie, mit Namen Adam Heinrich, Kurt Hildebrand, Adolf Maximilian und Friedrich Eberhard von Löben. 1718 verpachtete Johann Adolf von Nostiz sein Laubster Anteilgut an Johann Friedrich Reichhelm. In den Jahren 1721 bis 1726 hatte er das Anteilgut Laubst an Johann Gottfried Reichel verpachtet. In den Akten ist er mit zahlreichen Prozessen mit seinen Untertanen und den Besitzern des anderen Laubster Gutes verzeichnet. Am 11. August 1736 starb Johann Adolf von Nostitz ohne männliche Erben. In der Südostecke der Laubster Dorfkirche ist sein aufwendig gestalteter Totenschild angebracht.
Das Gut fiel nun an die Söhne des Hans Adam von Löben und der Beate Sophie geb. von Nostitz. Allerdings war das Gut hoch verschuldet, und so lehnte der älteste Sohn Adam Heinrich die Übernahme ab und überließ das Gut seinem Bruder Kurt Hildebrand. Die einzige Tochter des Johann Adolf von Nostitz, die verwitwete Johanna Erdmuthe von Eberhardt erhob Einwände gegen die freie Verfügung des Lehngutes durch die von Löbenschen Erben. Kurt Hildebrand von Löben zahlte seinem Bruder 800 Taler in bar und verglich sich mit der Witwe von Eberhardt. Er wurde außerdem ihr Schwiegersohn, als er deren Tochter Charlotte Erdmuthe Tugendreich von Eberhardt heiratete. Kurt Hildebrand von Löben starb allerdings nur wenige Wochen nach der Heirat am 15. Mai 1738. Die Witwe beanspruchte nun das Gut für sich, vor allem wegen der ihr aus der Ehestiftung zustehenden Forderungen. Trotzdem erhielt der nächste Agnat, Adam Heinrich von Löben das Gut. Er beantragte die Umwandlung des Gutes von Lehn in Erbe, was bewilligt wurde, und legte am 25. Februar 1744 und erneut am 6. März 1748 die Erbpflicht ab. Vermutlich der hohen Verschuldung wegen verkaufte er seine Hälfte an Laubst 1748 an Reichard (oder auch Reinhard) Vollrath von Zinck, der aber erst am 22. Juni 1753 den Erbbrief über das Gut Laubst I erhielt. Seine Ehe mit Johanna Elisabeth von Stutterheim blieb kinderlos. Reichard (oder auch Reinhard) Vollrath von Zinck starb am 3. Mai 1770. Das Gut war immer noch hoch verschuldet, sodass seine Witwe das Erbe zunächst ablehnte und den Schwestern des Reichard von Zinck, Dorothea Charlotte (verh. von Grünewald) und Johanna Henriette von Zinck, das Gut überließ. Sie erhielten 1771 das Indigenat für die Niederlausitz und am 1. März 1776 den Erbbrief. Allerdings hatten sie das Gut schon 1771 wieder an ihre Schwägerin zurückgegeben. Die Bestätigung des Vertrags erfolgte jedoch erst 1777, sodass Johanna Elisabeth von Zinck, geb. von Stutterheim erst zum 24. Oktober 1777 den Erbbrief über die Hälfte von Laubst erhielt. 1780 verkaufte sie Gut Laubst I an Johanna Erdmuthe von Braunschweig (geb. von Köckritz). Sie war die Tochter des Heinrich Erdmann von Köckritz und der Johanna Juliane von Stutterheim auf Golschow, Siewisch und Greifenhain und Ehefrau des Premierlieutenant Anton Karl Friedrich von Braunschweig. Sie legte am 29. Oktober 1781 die Erbpflicht ab.

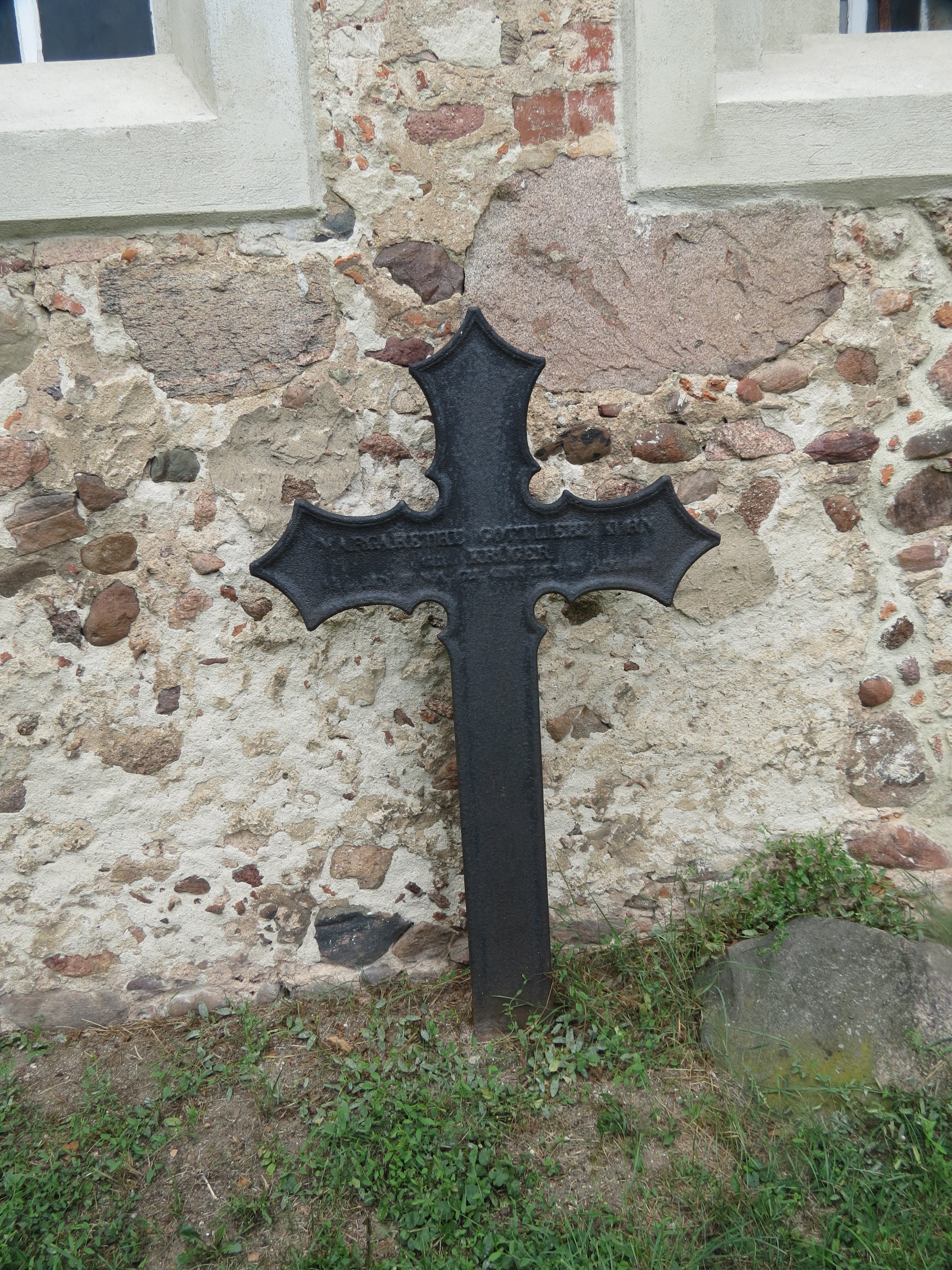
Grabkreuz der Margarethe Friederike Gottliebe Korn geb. Krüger an der Ostseite der Dorfkirche Laubst

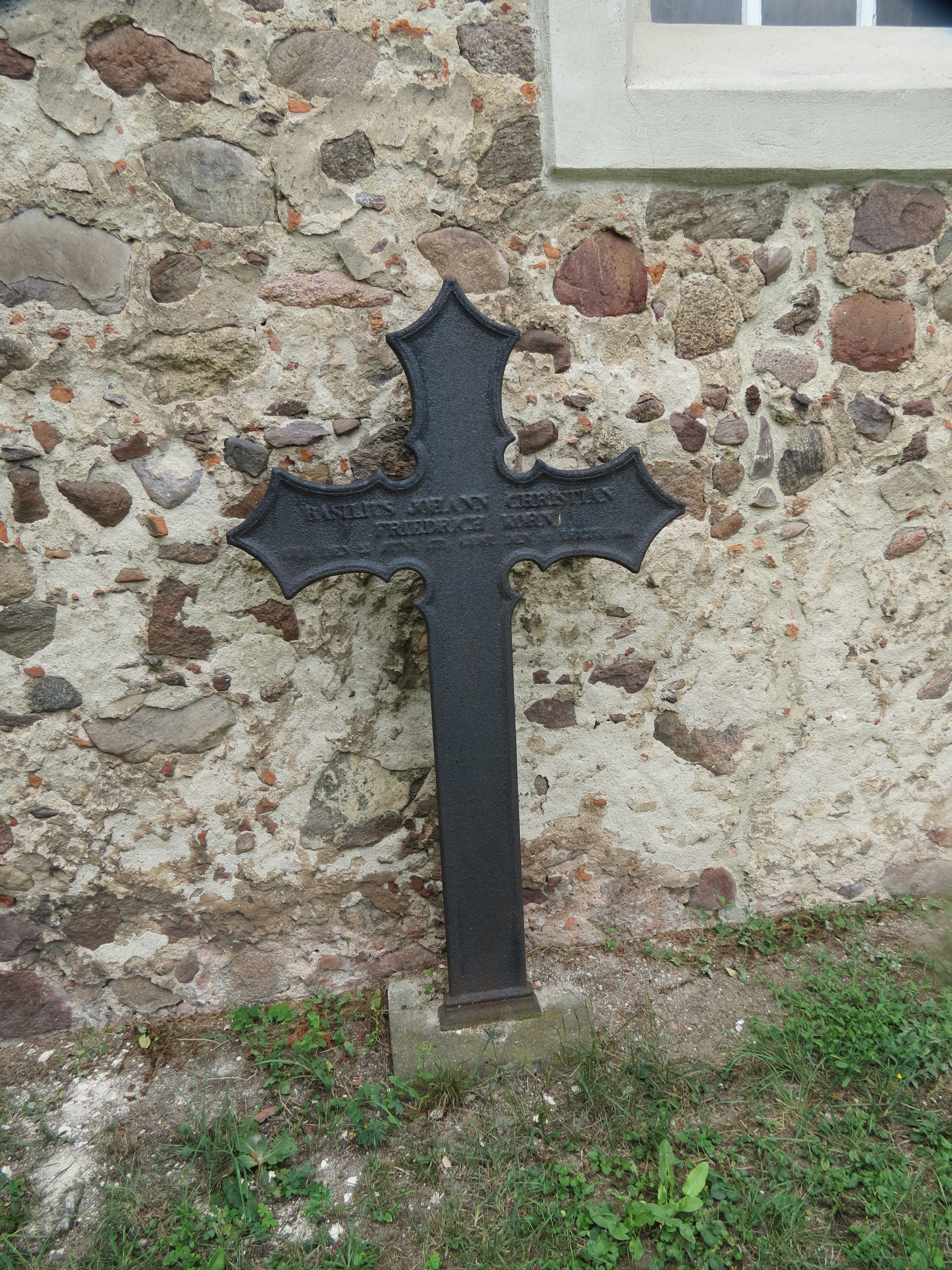
Grabkreuz des Basilius Johann Christian Friedrich Korn an der Ostseite der Dorfkirche Laubst

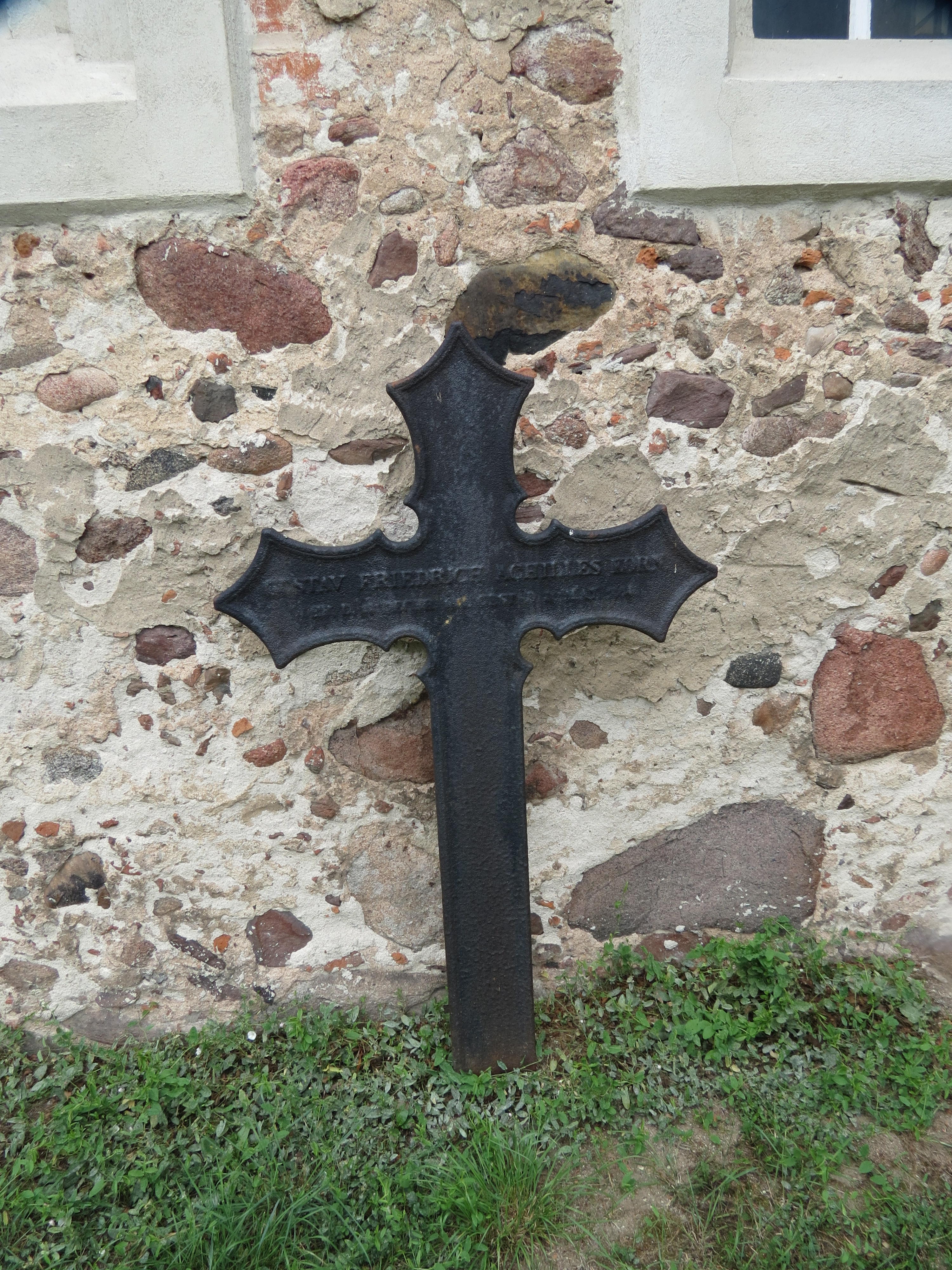
Grabkreuz des Achilles Gustav Friedrich Korn an der Ostseite der Dorfkirche Laubst

Doch auch Johanna Erdmuthe von Braunschweig verkaufte das Gut 1785 weiter an Charlotte Christiane Korn (geb. von Wackerbarth). Sie war die älteste Tochter des Anton Heinrich von Wackerbarth und der Christiane Charlotte von Köckritz auf Koschendorf und hatte den Pfarrer von Leuthen, Johannes Christian Korn geheiratet, eine ungewöhnliche Ehe für die damalige Zeit. Mit ihr kam die Familie Korn nach Laubst. 1802 ging das Gut an ihren Sohn Basilius Johann Christian Korn über, der mit Margarethe Friederike Gottliebe geb. Krüger verheiratet war. Basilius Korn starb 1841 unter Hinterlassung von neun Kinder, sechs Söhnen und drei Töchtern. Die schmiedeeisernen Kreuze der Gräber der Margarethe Friederike Gottliebe Korn geb. Krüger und ihres Sohnes Basilius Johann Christian Friedrich Korn sind an der Ostseite der Laubster Dorfkirche angebracht.
Ab 1841 ist Achilles Gustav Friedrich Korn auf Laubst dokumentiert. Berghaus nennt ihn für 1853 als Besitzer von Laubst Antheil I. Das Gut hatte eine Größe von 658.79 Morgen (407.5 Morgen Ackerland, 50.95 Wiesen, 83.79 Morgen Forstland). Die Schatzung für seinen Anteil betrug 600 Gulden. Er starb 1865. Das schmiedeeiserne Kreuz seines Grabes ist an der Ostseite der Laubster Dorfkirche angebracht. 1874 ist dann bereits der Rittergutsbesitzer Rudolf Krüger auf Laubst nachgewiesen. Nach Ellerholz (1879) hatte das Gut eine Größe von 167,01 ha, von denen 100,30 ha Acker, 27,98 ha Wiesen, 2,84 ha Hutung, 35,47 ha Wald und 0,37 ha Wasser waren. Der Grundsteuerreinertrag betrug 2856,94 Mark. Schon für 1907 ist dann Gustav Langer im Besitz des Gutes. In diesem Jahr wurden 79 Rinder und 233 Schweine auf dem Hof gehalten. Nach dem Handbuch des Grundbesitzes in Deutschland (von 1910) hatte das Gut eine Größe von 167,75 ha, davon 130 ha Acker, 25 ha Wiesen, 12 ha Wald, 0,5 ha Wege, Höfe, Ödland und 0,25 Wasser. Der Grundsteuerreinertrag betrug 2430 Mark. 1923 standen 135 Rinder und 260 Schweine in den Ställen des Gutes.

### Richterscher Anteil (Laubst II)
Das Gut lag nördlich und westlich der Dorfkirche Laubst (Gutshaus Laubster Dorfstraße 24). Nach dem Erwerb des Gutes 1642 blieb die Hälfte von Laubst zunächst bis etwa 1660 im Besitz des Jacob (I.) Richter. 1660 war er wohl verstorben, denn in diesem Jahr legte sein mutmaßlicher Sohn Benedictus (I.) den Lehnseid für dieses Gut ab. 1662 legte auch ein Anton Richter den Lehnseid für den Anteil Laubst ab. 1689 legte Jacob Richter (II.) wegen seines väterlichen Anteils Laubst die Lehnspflicht ab, am 16. Februar 1691 legte auch sein Bruder Christian die Lehnspflicht ab. Sie waren wohl die Söhne von Benedictus oder Anton Richter. Christian Richter starb 1710 in Laubst. Sein Sohn Benedictus (II.) schloss am 20. Mai 1723 mit Henriette Sofie von Cocceji, der ältesten Tochter von Heinrich Adolf von Cocceji und der Anna Sofie Holtzer eine Ehestiftung über 2.000 Tale ab. Am 13. Februar 1742 legte er die Lehnspflicht ab. Da seine Frau 1751 als (wieder) verehelichte von Hohenstein bezeichnet wird und sein Sohn Heinrich Benedikt am 21. Januar 1749 die Lehnspflicht für den Anteil Laubst ablegte, ist er wohl 1748/9 verstorben. Heinrich Benedikt Richter wurde Kammer- und Kommissionsrat sowie Amtmann in Heldrungen und verkaufte daher seinen Anteil Laubst an Johann Christian Müller.

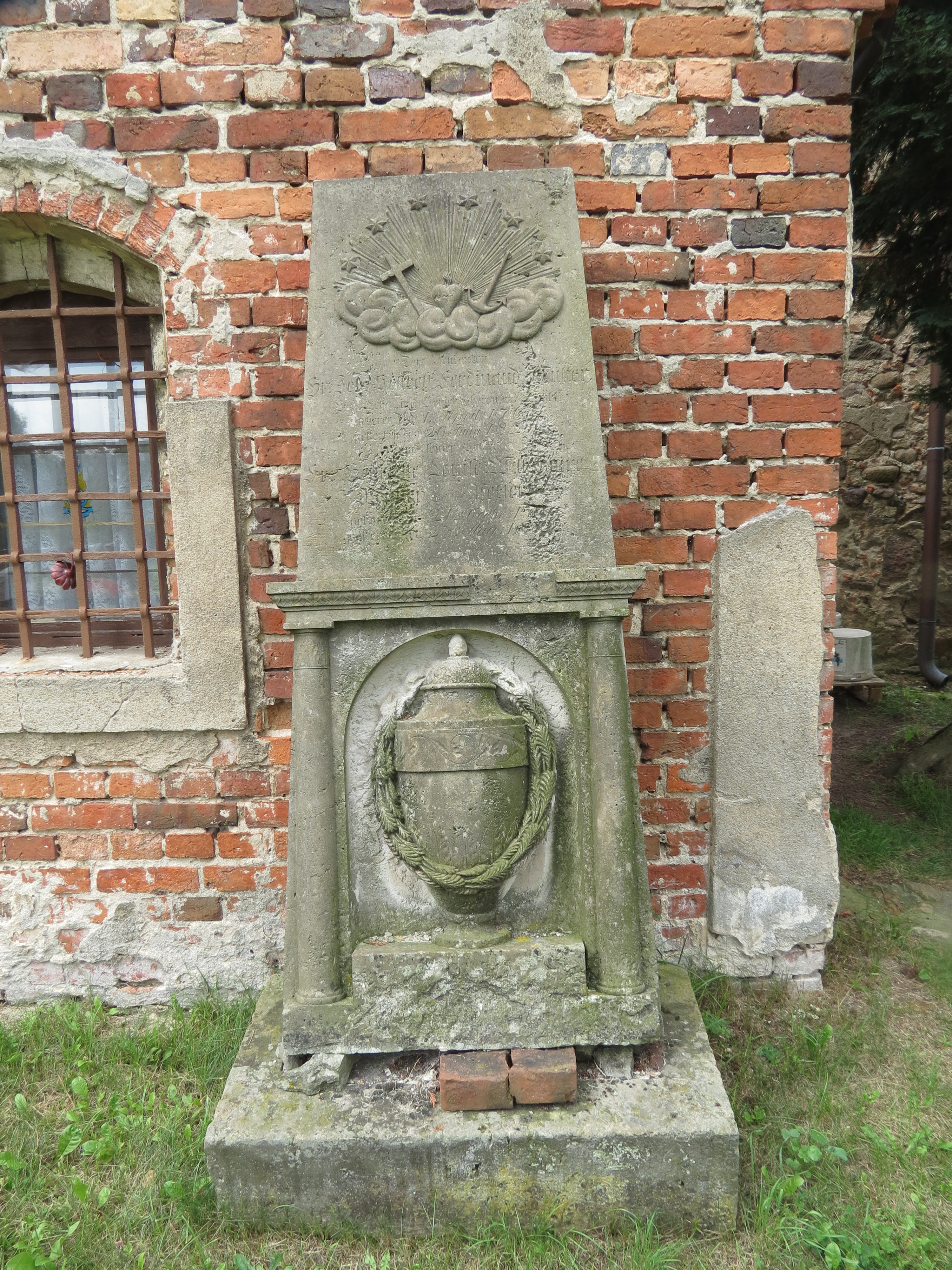
Grabmal des Johann Gotthelf Ferdinand Müller an der Südseite der Laubster Dorfkirche

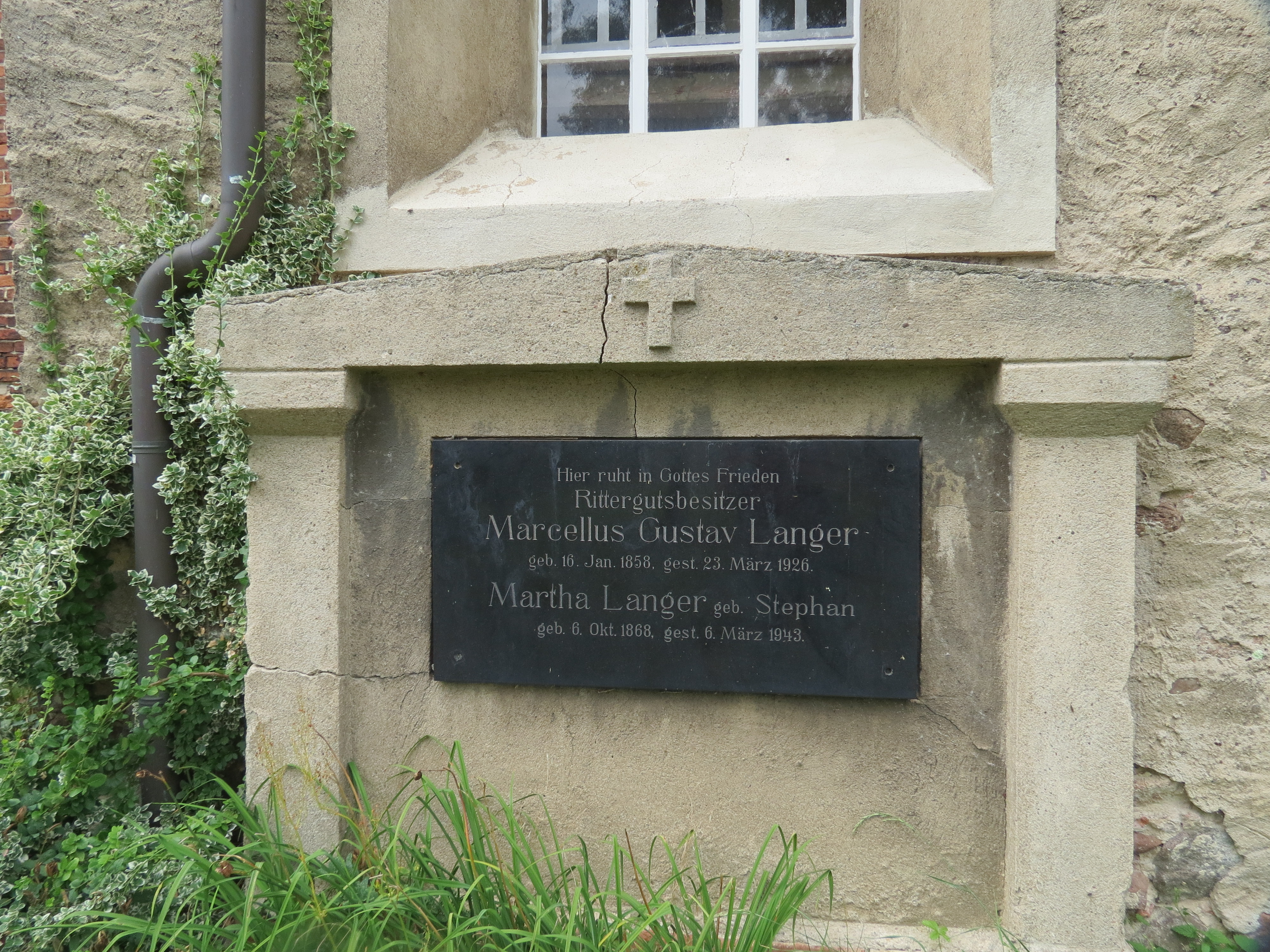
Grabmal des Marcellus Gustav Langer und seiner Frau Martha Langer geb. Stephan an der Südseite der Laubster Dorfkirche

Johann Christian Müller leistete am 2. April 1783 die Lehnspflicht für das Laubster Gut II. Er übereignete es jedoch kurz darauf an seinen Sohn Johann Gotthelf Ferdinand Müller, der die Lehnspflicht am 10. Mai 1783 leistete. Christian Müller starb 1790 in Laubst. Johann Gotthelf Ferdinand Müller wurde am 1. April 176* (Inschrift auf Grabmal beschädigt) geboren und war mit Henriette Petsch, Tochter des Matthias Erdmann Petsch und der Margarethe Elisabeth geb. Köhler auf Pulsnitz und Wadelsdorf verheiratet. Er verstarb am 29. Juni 1826 und hinterließ das Gut seinem Sohn Wilhelm Lebrecht Müller (1793–1855). Das etwas beschädigte Grabmal des Johann Gotthelf Ferdinand Müller steht an der Südseite der Laubster Dorfkirche. Berghaus nennt ihn für 1853 als Besitzer von Laubst Antheil II. Das Gut hatte eine Größe von 704.76 Morgen (391.122 Morgen Ackerland, keine Wiesen, 142.135 Morgen Forstland). Die Schatzung für seinen Anteil betrug 700 Gulden. Wilhelm Müller verstarb 1856 und hinterließ das Gut seinem Sohn Hermann, der zum Zeitpunkt seines Todes noch minderjährig war. Nach Rauer war das Gut Allodium, im Gegensatz zu Houwald, der das Gut als Lehngut bezeichnet. Wilhelm Müller war mit Wilhelmine Korn, Tochter des Basilius Korn und der Margarethe Friederike Gottliebe geb. Krüger von Gut Laubst I. Riehl und Scheu (1861) nennen die Witwe Müller als Besitzerin, sodass anzunehmen ist, dass sie das Gut für einige Jahre nach dem Tod ihres Mannes führte, bevor Hermann Müller es übernahm. 1865 ist Hermann Müller als Rittergutsbesitzer auf Laubst nachgewiesen. Nach Ellerholz (1879) hatte das Gut eine Größe von 177,55 ha, davon waren 102,40 ha Acker, 23,08 ha Wiesen, 12,15 ha Hutung und 39,92 ha Wald. Der Grundsteuerreinertrag betrug 2406,13 Mark. Hermann Müller war mit Johanna geb. Geschke verheiratet. Sie führte das Gut nach dem Tod ihres Mannes 1903 zunächst weiter. Sie wird auch 1907 noch als Besitzerin genannt. Am 8. August 1909 starb sie in Laubst. Ihre Kinder und Erben verkauften nun das Gut Laubst II an Gustav Langer, der einige Jahre vorher schon Gut Laubst I erworben hatte; er wird schon 1910 als Besitzer von Laubst II genannt. Das Handbuch des Grundbesitzes von 1910 nennt eine Gutsgröße von 176 ha, bei einem Grundsteuerreinertrag von 2430 Mark. Marcellus Gustav Langer war am 16. Januar 1858 geboren worden. Er war mit Martha geb. Stephan verheiratet. Marcellus Gustav Langer starb am 23. März 1926 in Laubst, seine Frau am 6. März 1943. 1923 wurden auf dem Hof 300 Schafe und 55 Rinder gehalten gehalten. Der Betrieb war an das Stromnetz angeschlossen und hatte schon einen Motorpflug. Es gab eine Brennerei und eine Trocknerei für Schafswolle. Die Milch wurde an die Genossenschaftliche Molkerei abgeführt. Das Grabmal für Marcellus Gustav Langer und seine Frau ist an der Südseite der Laubster Dorfkirche aufgestellt.

### Dorfgeschichte
1706 lebten 12 Bauern, drei Kossäten und eine Büdner in Laubst. Für 1716 werden zehn Hüfner, zwei Kossäten und ein Häusler genannt. Die Dorfflur war in 18½ Hufen eingeteilt. Das Dorf hatte 1300 Gulden Schatzung. 1723 gab es im Richterschen Anteil zehn Feuerstellen (Wohnhäuser) und im Nostitzschen Anteil zwölf Feuerstellen. 1755 gehörten zum Richterschen Anteil 69 Konsumenten. Im Zinkschen Anteil lebten 87 Konsumenten. Im Richterschen Anteil betrug die durchschnittliche Ernte (in Dresdner Scheffel): 450 Scheffel Korn, 188 Scheffel Weizen, 120 Scheffel Gerste, 57 Scheffel Erbsen, 42 Scheffel Heidekorn (= Buchweizen), 2 Scheffel Hopfen und 25½ Scheffel Lein. Auch dem Zinkschen Anteil betrug die durchschnittliche Ernte: 335 Scheffel Korn, 59¼ Scheffel Weizen, 76 Scheffel Gerste, 137 Scheffel Hafer, 24 Scheffel Erbsen, 18 Scheffel Heidekorn, ein Scheffel Hopfen und 1½ Scheffel Lein. 1810 lebten in Laubst: drei Bauern, zwei Halbbauern, vier Ganzkossäten, ein Halbkossäte und elf Häusler oder Büdner. 1823 gehörten zum Kornschen Anteil zwei Bauern, zwei Halbbauern, drei Kossäten und ein Büdner. Zum Müllerschen Anteil gehörten zwei Halbbauern, ein Kossäte und ein Halbkossäte. In der Topographisch-statistische(n) Uebersicht des Regierungsbezirks Frankfurth a. d. O. von 1820 ist bereits die Laubster Kolonie erwähnt. Es gab dort drei Wohnhäuser und 26 Bewohner. Im Dorf selber standen 28 Wohnhäuser, in denen 165 Menschen wohnten. Außerdem werden erwähnt die Laubster Windmühle (mit einem Wohnhaus und vier Bewohnern) und die unbewohnte Ziegelei. Die Topographisch-statistische Uebersicht des Regierungsbezirks Frankfurth a. d. O. von 1844 vermerkt ebenfalls, eine Kolonie, eine Windmühle und eine Ziegelei. 1846 verzeichnet das Urmesstischblatt 4351 Drebkau südwestlich des Dorfkerns die Windmühle sowie die Kolonie. Allerdings ist die Ziegelei nicht eingezeichnet. Der Weinberg ist so bezeichnet, jedoch war offensichtlich bereits kein Weingarten mehr vorhanden. Nördlich Gut II ist eine Schäferei eingezeichnet. Der Müller Wilhelm Zimmermann wollte die Windmühle 1857 unter annehmbaren Bedingungen verkaufen.
1861 war eine Schule vorhanden. Es gab 31 Häuser, in denen 250 Menschen lebten. Riehl und Scheu erwähnen außerdem die Kolonie und eine Ziegelei. Auch das Topographisch-statistische(s) Handbuch des Regierungs-Bezirks Frankfurt a. O. Frankfurt a. O. von 1868, das den Zustand von 1864 wieder gibt, nennt nur die Kolonie und die Windmühle. 1867/8 wurde die Cottbus-Großenhainer Eisenbahn-Gesellschaft gegründet, die zügig den Bau der Bahnstrecke aufnahm. Bereits 1869 waren die Erdarbeiten vollendet, 1870 wurde die Strecke für den Verkehr freigegeben. Laubst hatte aber keine Haltestelle bekommen. 1909 wurde die örtliche Feuerwehr gegründet.

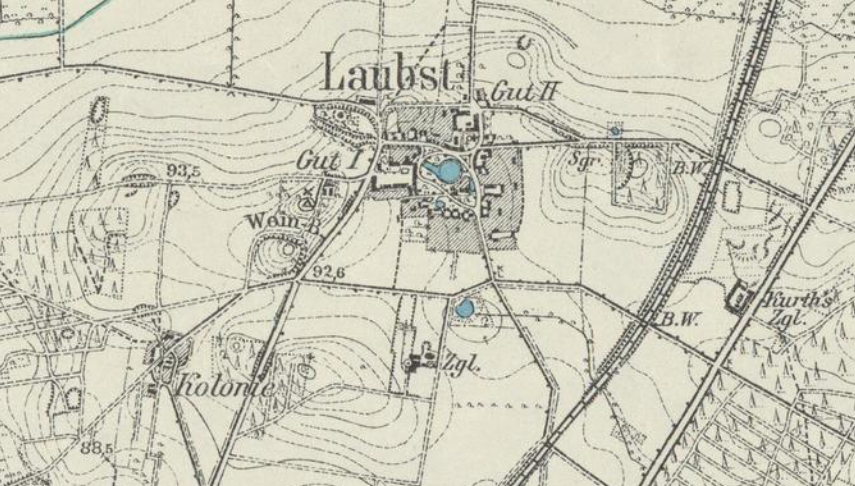
Laubst auf dem Messtischblatt 4351 Drebkau von 1919 mit den zwei Laubster Gütern (Gut I und Gut II)

Im Messtischblatt von 1919 ist östlich der Bahnlinie Kurth's Ziegelei verzeichnet, die Ziegelei des Wilhelm Kurth. Eine weitere Ziegelei lag südlich des Ortskerns. Der Weinberg südwestlich des Ortskerns weist auf den früheren Weinbau auf der Gemarkung hin. Auf dem kleinen Hügel zwischen Weinberg und Ortskern stand die Windmühle. Östlich des Orts am Sandgrubenberg befand sich eine Sandgrube. Auf dem Messtischblatt 4351 Drebkau von 1936 sind Windmühle und Kurts Ziegelei nicht mehr eingezeichnet, d. h. in der Zeit zwischen 1919 und 1936 aufgegeben worden.
Nach dem Zweiten Weltkrieg war in Laubst die LPG Vereinte Kraft Laubst gegründet worden, die sich später auf die Tierproduktion (LPG (T) Vereinte Kraft) beschränkte. Außerdem gab es in Laubst die Betriebsschule der Deutschen Reichsbahn – Außenstelle Drebkau-Laubst (Laubster Dorfstraße).
| Jahr      | 1818 | 1846 | 1852 | 1875 | 1890 | 1900 | 1910 | 1925 | 1939 | 1946 | 1950 | 1964 | 1971 | 1981 | 1991 | 2000 |
| Einwohner | 165  | 195  | 235  | 246  | 248  | 267  | 318  | 252  | 223  | 305  | 320  | 295  | 260  | 276  | 225  | 318  |

### Kommunale und politische Geschichte
Laubst gehörte schon zu sächsischer Zeit zum Kalauischen Kreis der Niederlausitz. Es verblieb auch beim Kreis Calau nach dem Übergang der Niederlausitz an Preußen und der Kreisreform von 1816/7. Laubst wurde Landgemeinde, rechtlich davon getrennt war die beiden Gutsbezirke. 1874 wurden Amtsbezirke in Preußen gebildet; Laubst bildete mit Löschen, Rehnsdorf, Siewisch und Koschendorf den Amtsbezirk No. 17 Laubst. Amtsvorsteher war Rittergutsbesitzer Carl Wolf (Wolf Carl) Stielow auf Rehnsdorf, sein Stellvertreter Rittergutsbesitzer Dr. Teut von Wackerbarth in Koschendorf. 1928 wurden die beiden Gutsbezirke mit der Gemeinde vereinigt. Auch nach den Kreisreform von 1950 verblieb Laubst zunächst im Kreis Calau. In der Kreisreform von 1952 wurde Laubst jedoch in den Kreis Cottbus-Land umgegliedert, der 1990 nach der Wende in Landkreis Cottbus umbenannt wurde. Zum 10. Januar 1973 wurde der Nachbarort Löschen eingemeindet. In der Verwaltungsreform von 1992 wurden im Land Brandenburg Ämter gebildet, die die Verwaltungsaufgaben der vielen, oft sehr kleinen Gemeinden übernahmen. Laubst schloss sich mit sieben anderen Gemeinden und der Stadt Drebkau zum Amt Drebkau (Niederlausitz) zusammen. 1993 ging der Landkreis Cottbus im neuen Landkreis Spree-Neiße auf. Zum 31. Dezember 2001 wurde das Amt Drebkau (Niederlausitz) aufgelöst und die amtsangehörigen Gemeinden schlossen sich zur neuen Stadt Drebkau zusammen. Seither ist Laubst ein Ortsteil von Drebkau, Löschen ist ein Gemeindeteil von Laubst.
Im Ortsteil Laubst wird ein Ortsbeirat bestehend aus drei Mitgliedern gewählt. Ortsvorsteherin ist aktuell (2022) Ines Halka.

### Kirchliche Zugehörigkeit

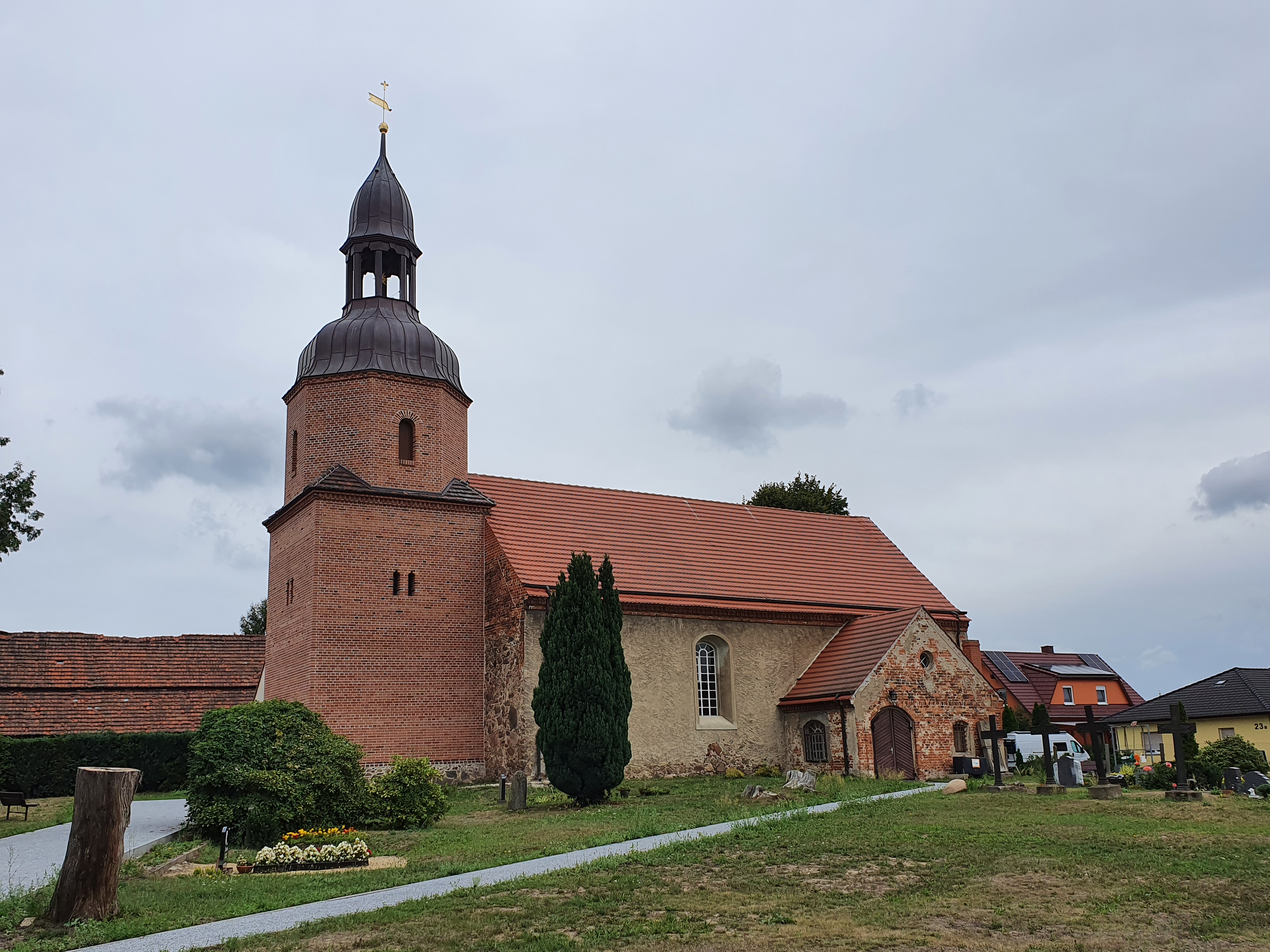
Dorfkirche Laubst, Südseite

Laubst war seit 1818 Tochterkirche der Kirchengemeinde Leuthen. Seit dem 1. April 2002 gehört der Ort zur neu gebildeten Evangelischen Kirchengemeinde Leuthen-Schorbus im Kirchenkreis Cottbus der Evangelischen Kirche Berlin-Brandenburg-schlesische Oberlausitz.

## Freizeit, Kultur und Vereine
Im Hof der Wunder mit phantasievollen Illusionen finden außergewöhnliche Veranstaltungen statt. In der Dorfkirche, die derzeit nicht mehr für den Gottesdienst benutzt wird, werden Konzerte veranstaltet, deren Erlöse zur Sanierung des Kirchturms beitragen. Am 25. Juni 2016 feierte der Traditionsverein Laubst e. V. 666 Jahre Laubst.

## Denkmale und Sehenswürdigkeiten

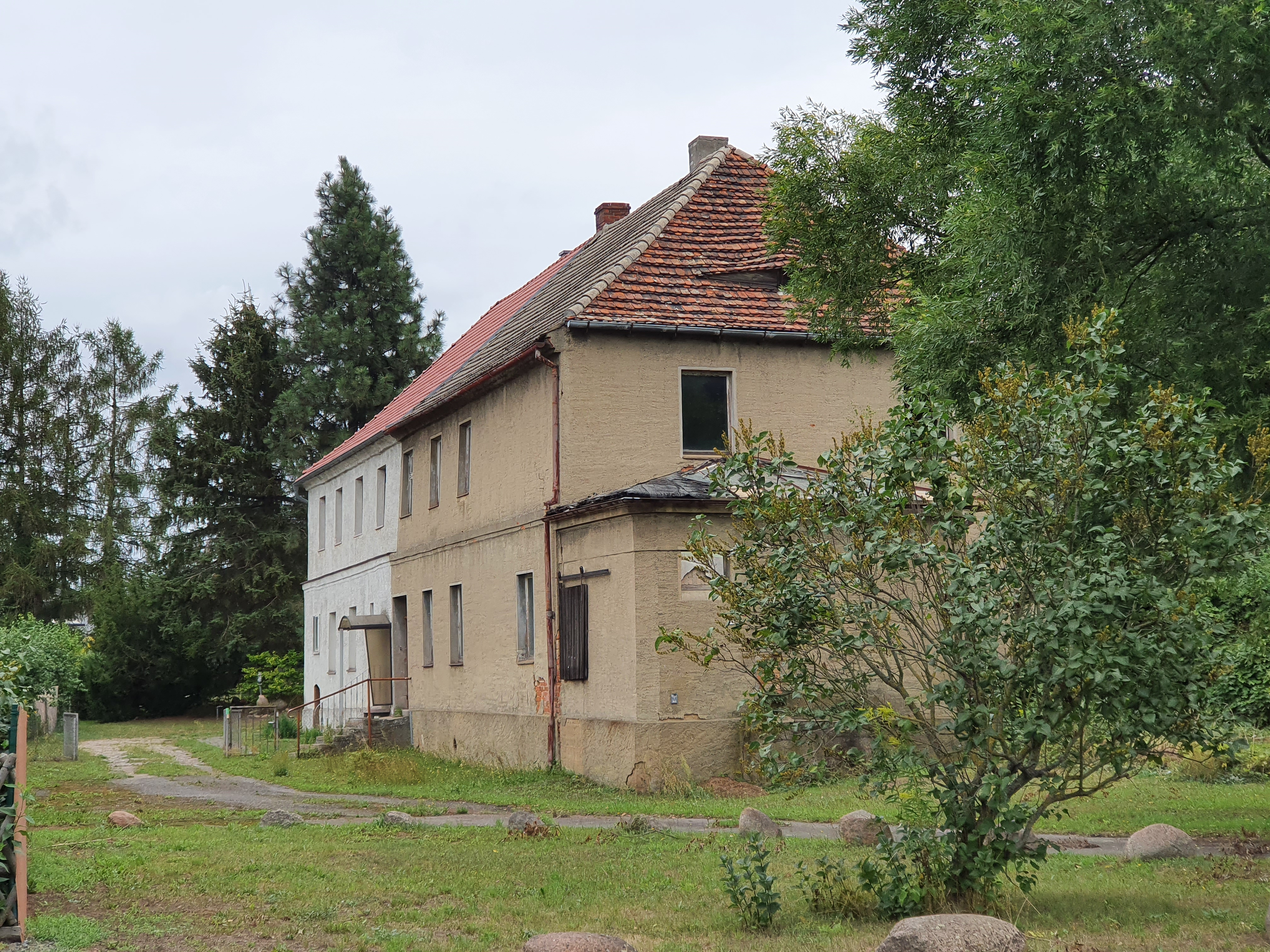
Gutshaus Laubst

Die Denkmalliste des Landes Brandenburg für den Landkreis Spree-Neiße verzeichnet für Laubst zwei Baudenkmale:
- Nr. 09125219 Dorfkirche Laubst
- Nr. 09125584 Gutshaus und Speicher (vom Gut Laubst II)

Der gesamte Ortskern ist als Bodendenkmal (Nr. 120441) geschützt.

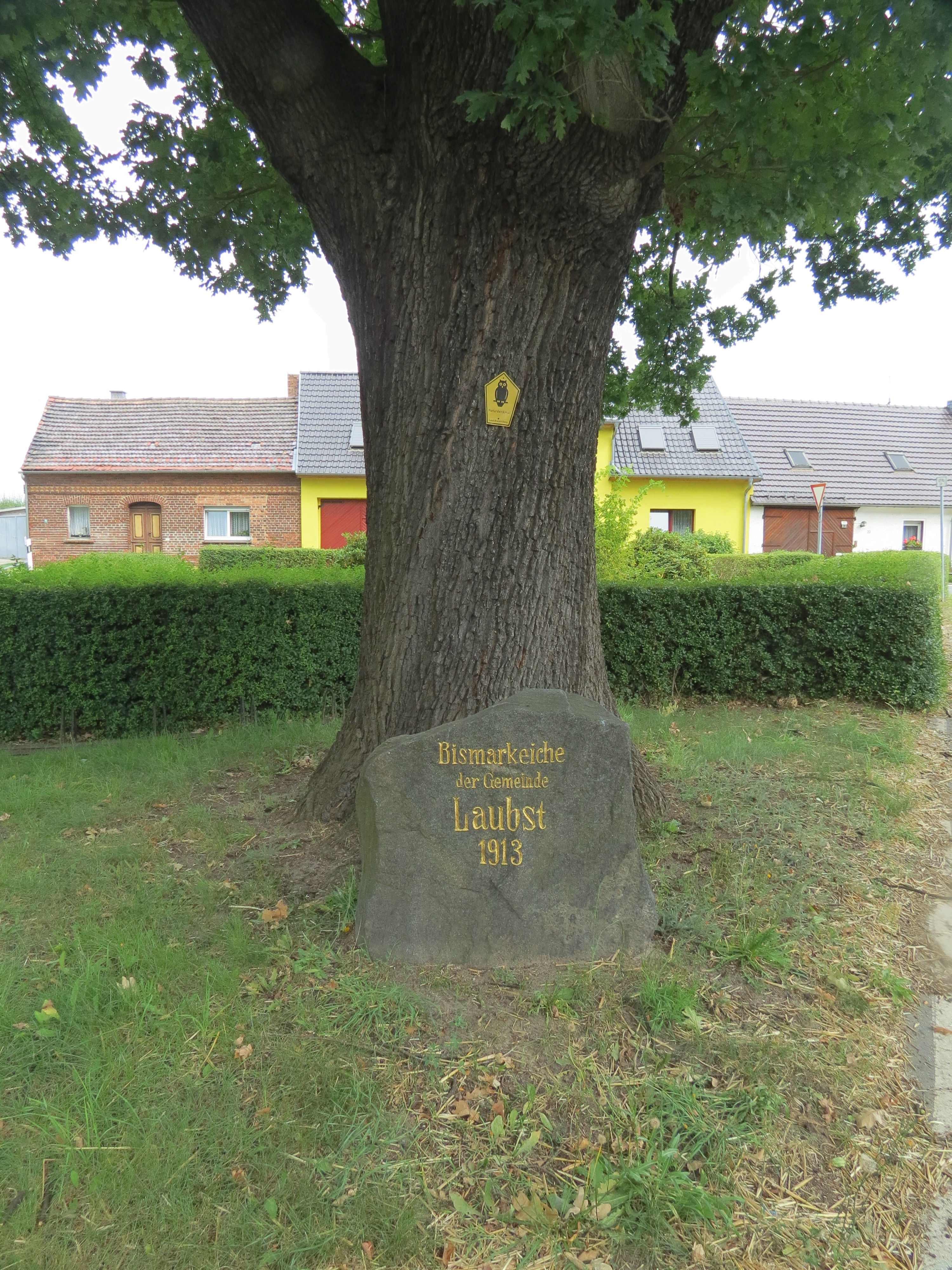
Naturdenkmal Stieleiche (Bismarkeiche von 1913) auf dem Dorfanger

Eine Stieleiche (Quercus robur) auf dem Dorfanger ist als Naturdenkmal ausgewiesen.

## Belege